# Saut à ski féminin aux Jeux olympiques de 2022
Pour des articles plus généraux, voir Saut à ski aux Jeux olympiques de 2022 et Jeux olympiques d'hiver de 2022.
Navigation
Pyeongchang 2018 Milan-Cortina 2026
L'épreuve féminine de saut à ski du tremplin normal aux Jeux olympiques d'hiver de 2022 a lieu le 6 février 2022 au Ruyi des neiges.
L'épreuve est remportée par la Slovène Urša Bogataj, devant l'Allemande Katharina Althaus et une autre Slovène, Nika Križnar.

## Médaillées
| Épreuve | Or                      | Argent                        | Bronze                  |
| ------- | ----------------------- | ----------------------------- | ----------------------- |
| HS 106  | Urša Bogataj (Slovénie) | Katharina Althaus (Allemagne) | Nika Križnar (Slovénie) |

## Résultats
| Rang                                | Dossard | Athlète                | Nationalité | Saut n°1          | Saut n°1      | Saut n°1      | Saut n°2          | Saut n°2       | Saut n°2       | Total          |
| Rang                                | Dossard | Athlète                | Nationalité | Distance (mètres) | Note          | Rang          | Distance (mètres) | Note           | Rang           | Total          |
| ----------------------------------- | ------- | ---------------------- | ----------- | ----------------- | ------------- | ------------- | ----------------- | -------------- | -------------- | -------------- |
| Médaille d'or, Jeux olympiques      | 39      | Urša Bogataj           | Slovénie    | 108,0             | 118,0         | 2             | 100,0             | 121,0          | 1              | 239,0          |
| Médaille d'argent, Jeux olympiques  | 40      | Katharina Althaus      | Allemagne   | 105,5             | 121,1         | 1             | 94,0              | 115,7          | 3              | 236,8          |
| Médaille de bronze, Jeux olympiques | 37      | Nika Križnar           | Slovénie    | 103,0             | 113,9         | 3             | 99,5              | 118,1          | 2              | 232,0          |
| 4                                   | 36      | Sara Takanashi         | Japon       | 98,5              | 108,7         | 5             | 100,0             | 115,4          | 4              | 224,1          |
| 5                                   | 38      | Ema Klinec             | Slovénie    | 100,0             | 112,1         | 4             | 90,5              | 103,3          | 6              | 215,4          |
| 6                                   | 35      | Silje Opseth           | Norvège     | 92,5              | 94,7          | 12            | 95,0              | 105,8          | 5              | 200,5          |
| 7                                   | 22      | Irina Avvakumova       | ROC         | 95,0              | 99,6          | 9             | 89,5              | 96,7           | 8              | 196,3          |
| 8                                   | 30      | Lisa Eder              | Autriche    | 92,0              | 92,3          | 15            | 90,0              | 101,1          | 7              | 193,4          |
| 9                                   | 29      | Špela Rogelj           | Slovénie    | 93,0              | 101,7         | 8             | 82,0              | 82,5           | 18             | 184,2          |
| 10                                  | 7       | Irma Makhinia          | ROC         | 90,0              | 95,4          | 17            | 90,0              | 95,5           | 19             | 180,9          |
| 11                                  | 32      | Joséphine Pagnier      | France      | 96,0              | 102,1         | 7             | 78,5              | 77,4           | 22             | 179,5          |
| 12                                  | 34      | Daniela Iraschko-Stolz | Autriche    | 91,5              | 94,1          | 14            | 80,5              | 83,9           | 16             | 178,0          |
| 13                                  | 26      | Yūki Itō               | Japon       | 94,0              | 95,5          | 10            | 82,0              | 81,2           | 20             | 176,7          |
| 14                                  | 21      | Yūka Setō              | Japon       | 94,5              | 94,6          | 13            | 83,5              | 81,9           | 19             | 176,5          |
| 15                                  | 31      | Anna Odine Strøm       | Norvège     | 91,5              | 91,5          | 16            | 84,0              | 84,5           | 15             | 176,0          |
| 16                                  | 23      | Frida Westman          | Suède       | 87,0              | 80,9          | 21            | 90,0              | 94,6           | 10             | 175,5          |
| 17                                  | 25      | Aleksandra Kustova     | ROC         | 88,0              | 81,4          | 20            | 85,0              | 90,0           | 13             | 171,4          |
| 18                                  | 27      | Kaori Iwabuchi         | Japon       | 94,5              | 94,8          | 11            | 83,0              | 74,8           | 24             | 169,6          |
| 19                                  | 20      | Juliane Seyfarth       | Allemagne   | 86,0              | 78,7          | 23            | 88,0              | 89,9           | 14             | 168,6          |
| 20                                  | 33      | Eva Pinkelnig          | Autriche    | 87,0              | 83,9          | 18            | 84,0              | 82,6           | 17             | 166,5          |
| 21                                  | 28      | Thea Minyan Bjørseth   | Norvège     | 99,5              | 104,1         | 6             | 73,0              | 59,9           | 29             | 164,0          |
| 22                                  | 19      | Selina Freitag         | Allemagne   | 80,0              | 69,8          | 28            | 90,0              | 93,2           | 11             | 163,0          |
| 23                                  | 15      | Abigail Strate         | Canada      | 75,5              | 71,7          | 26            | 84,5              | 90,2           | 12             | 161,9          |
| 24                                  | 24      | Pauline Heßler         | Allemagne   | 89,5              | 80,9          | 21            | 83,0              | 80,7           | 21             | 161,6          |
| 25                                  | 17      | Daniela Haralambie     | Roumanie    | 88,5              | 83,0          | 19            | 79,5              | 73,2           | 25             | 156,2          |
| 26                                  | 13      | Sofia Tikhonova        | ROC         | 78,5              | 70,3          | 27            | 83,0              | 76,5           | 23             | 146,8          |
| 27                                  | 18      | Julia Kykkänen         | Finlande    | 82,5              | 72,6          | 25            | 75,0              | 67,5           | 26             | 140,1          |
| 28                                  | 14      | Karolína Indráčková    | Tchéquie    | 82,0              | 77,4          | 24            | 65,0              | 53,3           | 30             | 130,7          |
| 29                                  | 4       | Jessica Malsiner       | Italie      | 76,5              | 62,0          | 30            | 75,5              | 62,4           | 27             | 124,4          |
| 30                                  | 2       | Anežka Indráčková      | Tchéquie    | 79,0              | 62,8          | 29            | 72,5              | 60,5           | 28             | 123,3          |
| 31                                  | 6       | Dong Bing              | Chine       | 73.0              | 57,3          | 31            | Non-qualifiées    | Non-qualifiées | Non-qualifiées | Non-qualifiées |
| 32                                  | 11      | Jenny Rautionaho       | Finlande    | 66,5              | 48,5          | 32            | Non-qualifiées    | Non-qualifiées | Non-qualifiées | Non-qualifiées |
| 33                                  | 5       | Klára Ulrichová        | Tchéquie    | 70,5              | 48,2          | 33            | Non-qualifiées    | Non-qualifiées | Non-qualifiées | Non-qualifiées |
| 34                                  | 12      | Julia Clair            | France      | 64,0              | 43,3          | 34            | Non-qualifiées    | Non-qualifiées | Non-qualifiées | Non-qualifiées |
| 35                                  | 8       | Kinga Rajda            | Pologne     | 69,0              | 40,9          | 35            | Non-qualifiées    | Non-qualifiées | Non-qualifiées | Non-qualifiées |
| 36                                  | 9       | Nicole Konderla        | Pologne     | 64,0              | 37,8          | 36            | Non-qualifiées    | Non-qualifiées | Non-qualifiées | Non-qualifiées |
| 37                                  | 1       | Anna Hoffmann          | États-Unis  | 64,5              | 36,2          | 37            | Non-qualifiées    | Non-qualifiées | Non-qualifiées | Non-qualifiées |
| 38                                  | 3       | Peng Qingyue           | Chine       | 63,5              | 31,3          | 38            | Non-qualifiées    | Non-qualifiées | Non-qualifiées | Non-qualifiées |
| -                                   | 10      | Sophie Sorschag        | Autriche    | Disqualifiées     | Disqualifiées | Disqualifiées | Non-qualifiées    | Non-qualifiées | Non-qualifiées | Non-qualifiées |
| -                                   | 16      | Alexandria Loutitt     | Canada      | Disqualifiées     | Disqualifiées | Disqualifiées | Non-qualifiées    | Non-qualifiées | Non-qualifiées | Non-qualifiées |